# 尊室曎
尊室曎（越南语：／；？—1828年），廣南阮主宗室，阮朝官員、將領。
尊室曎是尊室春的兒子，景興二十六年（1765年）父親尊室春因西賊入嘉定，官軍失利而帶同家人進入暹羅求援，但暹羅遲疑不決，最終尊室春死在那裡。阮王乙巳六年（景興四十六年、1785年），阮福映流亡望閣，年幼的尊室曎就投靠他，至丁未八年（景興四十八年、1787年）才一同回到嘉定。
阮王己未十九年（景興六十年、1799年），尊室曎獲職該隊，跟隨阮福映征討；兩年後（1801年）升為齊武衛衛尉，到嘉隆八年（1809年）擢侍中左一衛衛尉、管侍內各衛隊船。嘉隆十五年（1816年），他獲升為侍內統制，兩年後（1818年）轉侍中左統制。到明命二年（1821年），明命帝北巡，尊室曎任隨駕侍衛大臣；五年（1824年）充神策軍右營都統制。七年（1826年），他領任清華按鎮，明命帝賜銀三百兩，唯他在鎮兩年就於明命九年（1828年）去世，諡武恪。嗣德十一年（1858年）入祀賢良祠。

## 備註
1. ↑  《大南列傳初集卷四·尊室曎》提及其在明命九年（1828年）去世，卒年四十，生年應為1789年；但尊室春在景興四十一年（1780年）被殺[1]，尊室曎不可能在1789年才出生，故存疑。